# 大仙市循環バス

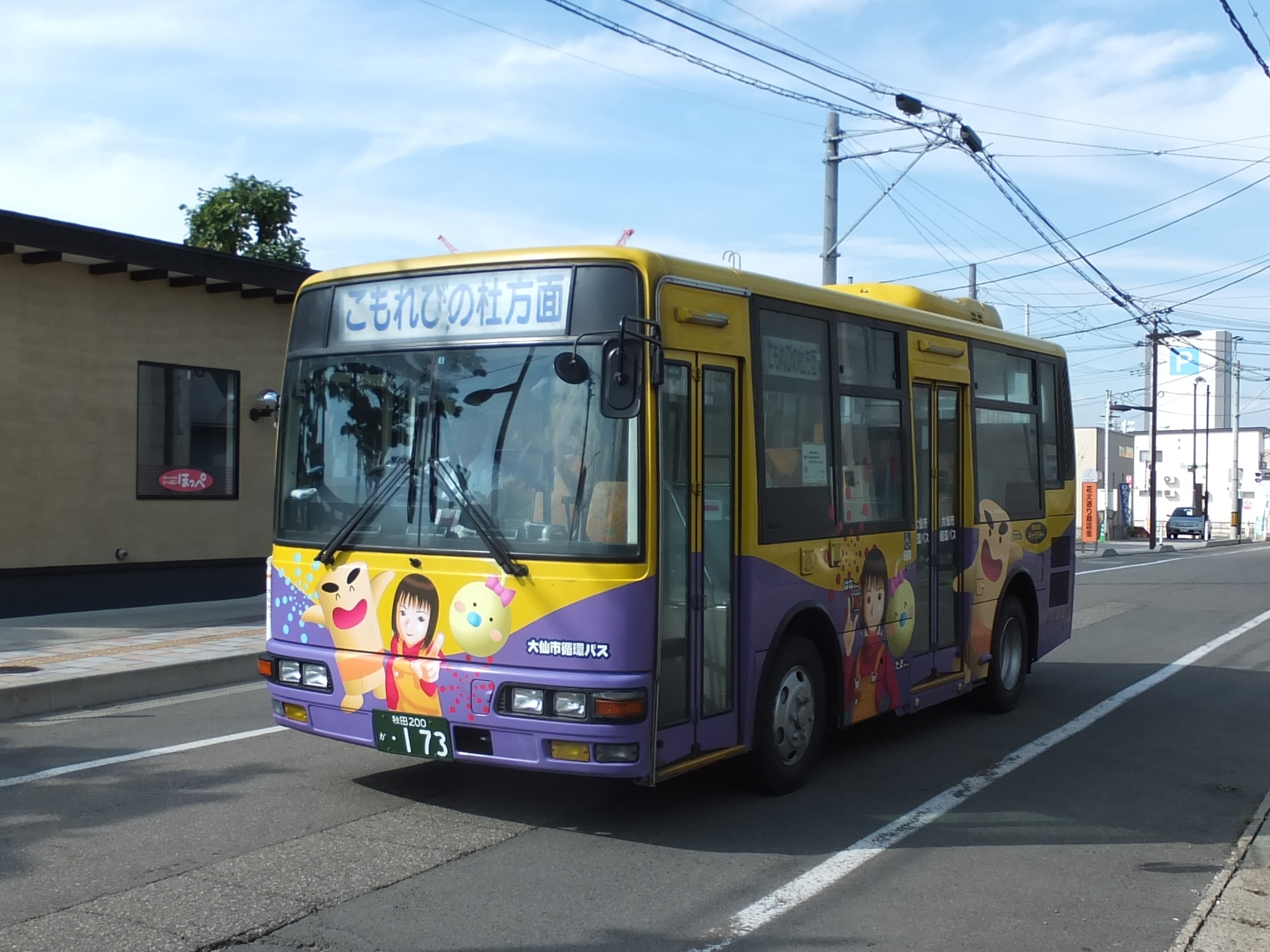
大仙市循環バスの車両
大曲市循環バス時代に導入された初代車両

大仙市循環バス（だいせんしじゅんかんバス）は、秋田県大仙市が運行するコミュニティバスである。羽後交通（大曲営業所）に運行を委託している。市町村合併前の大曲市時代に「大曲市循環バス」として運行開始。2005年（平成17年）3月22日の合併による大仙市の発足に伴い、大仙市が運行主体として事業を引き継いだものである。
また大仙市発足後に「大仙市コミュニティバス」が運行開始され、合併による市域拡大に対応し、JR大曲駅と市の郊外部を結ぶ3路線が開設された。そのほか大仙市では、自家用有償旅客運送による「大仙市市民バス」や乗合タクシーといった、多様な公共交通を運行している。本項ではこれらの大仙市が運営する公共交通についても触れる。

## 大仙市循環バス
前身の「大曲市循環バス」は、2000年（平成12年）6月 - 7月の夏期試験運行、翌2001年（平成13年）1月 - 3月の冬季試験運行を経て、2001年8月より本格運行を開始した。「大曲市循環バス」時代は「100バス」として運賃100円均一で運行していたが、大仙市へ移行後の2008年4月1日より原油高騰の影響により運賃改定し、200円均一の「200バス」となった。
大曲市のコミュニティバスとして運行開始された経緯から、大曲駅周辺の中心市街地を循環運行している。「大仙市循環バス」となってからも引き続き、地域公共交通の利便性向上を目的として、中心市街地活性化や公共施設の利用促進を図るため、市民の日常の足として運行を継続している。毎年8月最終土曜日に開催される全国花火競技大会（大曲の花火）当日は運休となる。

### 運行内容
- 運行便数：1日各ルート5便[2]
- 所要時間：1周約49分（各ルートとも）[2]
- 停留所数：つつどんルート35、はなちゃんルート31[2]
- 運行距離：つつどんルート13.4km、はなちゃんルート13.2km[2]

#### 運賃・乗車券類
- 運賃は均一運賃で、大人（中学生以上）200円、小学生100円、未就学児は無料[1]。
  - 障害者割引があり、各種障害者手帳（身体障害者手帳、療育手帳、精神障害者保健福祉手帳）提示により運賃半額となる[1]。
  - 第1種身体障害者手帳、療育手帳Aを所持する障害者の介助者は1名に限り運賃半額となる[1]。
- 回数乗車券は、羽後交通の一般路線バス（一部系統）でも利用できる共通回数券と、専用回数券をセットにして販売している。
  - 専用回数券は、大仙市循環バス、大仙市コミュニティバスで利用できる。
  - 券種は、2,000円券（200円券13枚、共通回数券11枚・専用回数券2枚）、1,000円券（100円券13枚、共通回数券11枚・専用回数券2枚）の2種類。
  - 回数券の販売場所は、大仙市循環バス車内、大曲バスターミナル、羽後交通境案内所。

### 路線

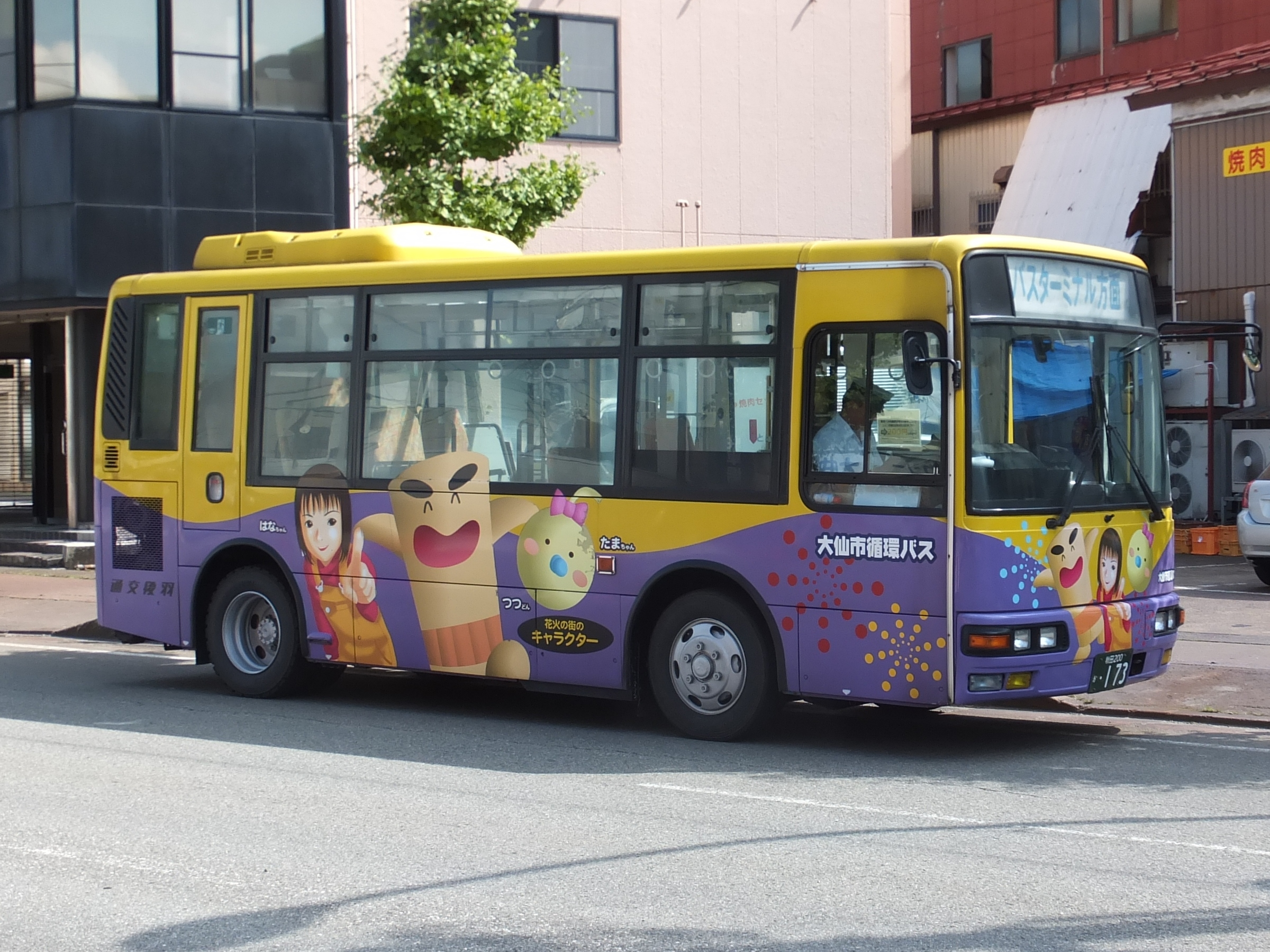
バス車体にも「花火の街のキャラクター」がラッピングされている

2020年（令和2年）10月1日改正の路線は以下のとおり。「つつどんルート」「はなちゃんルート」の2系統が運行されている。基本的には大曲バスターミナルを起終点とした循環路線の右回りと左回りだが、ルートによって一部停車するバス停留所が異なる。各停留所にはバス停ナンバリングが付されている。
路線名は、大仙市の「花火の街のキャラクター」である「つつどん・たまちゃん・はなちゃん」から採られており、バス車体にもこれらのキャラクターがラッピングされている。

#### つつどんルート
- 大曲バスターミナル → 大曲駅西口 → 大曲駅東口 → 大曲バスターミナル → 花火通り入口 → 浜町交差点前 → 船場町入口 → 市役所 → 税務署 → 警察署 → 市立大曲病院 → 市民会館 → はなび・アム → 大曲駅西口 → 大曲バスターミナル

#### はなちゃんルート
- 大曲バスターミナル → 大曲駅西口 → はなび・アム → 市民会館 → 市立大曲病院 → 警察署 → 仙北地域振興局 → 市役所 → 船場町入口 → 丸の内 → 大曲バスターミナル → 大曲駅西口 → 大曲駅東口 → 大曲バスターミナル

## 大仙市コミュニティバス
大仙市発足後に運行開始したコミュニティバス。合併による市域拡大に伴い、市の中心駅である大曲駅と、市内郊外の各地域を結ぶ基幹路線として、大曲バスターミナルを起終点とする3路線のコミュニティバスを運行している。運行は大仙市と羽後交通が共同で実施する。
運賃は対キロ多区間運賃制で、大人運賃は初乗り200円、最高700円。割引制度については「大仙市循環バス」と同一。

### 路線
2021年（令和3年）10月1日改正の路線は以下のとおり。

#### 長信田線
- 大曲バスターミナル - 横堀 - 中里温泉前 - 横沢 - 砂留 - 長信田 - 奥羽山荘

#### 杉山田線
- 大曲バスターミナル - 神宮寺 - 宇留井谷地 - 刈和野駅前 - 杉山田 - 福部羅

#### 南外線
- 大曲バスターミナル - 神宮寺 - かみおか温泉 - 南外支所前 - 岩倉温泉

## 車両

### 大仙市循環バス

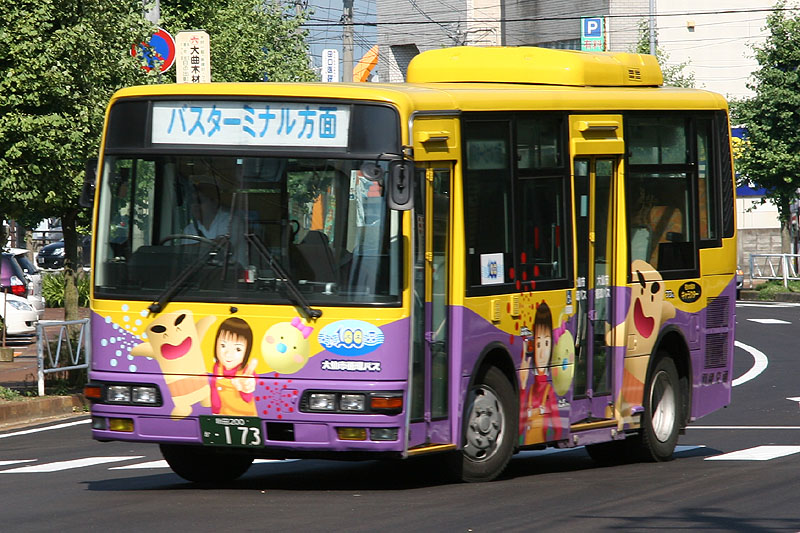
秋田県初のノンステップバスとして導入された三菱ふそう・エアロミディMJ

「大曲市循環バス」の運行開始時に専用車両として、秋田県では初となるノンステップバスの三菱ふそう・エアロミディMJが専用カラーで導入された。
その後、専用車のエアロミディMJはカラーリングが変更された後、車両代替により小型ノンステップバスの日野・ポンチョ（2ドアロングボディ）が2代目カラーリングで採用された。エアロミディMJは羽後交通カラーに変更され予備車となった。

### 大仙市コミュニティバス
羽後交通カラーの小型車を使用する。運行開始当初は小型ワンステップバスの日産ディーゼル・RNを専用車として使用していた。これは都市部のバス事業者からの移籍車をコミュニティバス専用車へ転用したものであったが、その後の車両代替により、2023年現在は日野・リエッセを使用している。

### その他
「大仙市市民バス」では市が所有する自家用自動車（白ナンバー）、乗合タクシーではセダンタイプのタクシー車両を使用している。